# Смилга (река)
Сми́лга (лит. Smilga) — река в центральной части Литвы, правый приток реки Нявежис. Течёт по территории Кракесского, Йосвайнского и Кедайнского городского староств Кедайнского района на севере Каунасского уезда.
Длина Смилги составляет 32 км. Площадь водосборного бассейна — 209 км². Средний уклон — 1,65 м/км. Средний расход воды в устье — 1,13 м³/с.
Исток реки находится на территории деревни Патранис в Кракесском старостве на высоте 74 м над уровнем моря, в 9 км западнее местечка Дотнува. Скорость течения у истока 0,1 м/с, ширина русла — 6 м, глубина — 0,5 м, дно песчаное. Течёт по Нявежской низменности в юго-восточном направлении. В верхнем течении и нижнем течении русло зарегулировано, ширина — 6—7 м, глубина — до 2,7 м. В среднем течении русло извилистое и более узкое. Впадает в Невежис справа в 58,5 км от её устья, на высоте 24,4 м над уровнем моря в пределах территории города Кедайняй.
Притоки:
- правые — Смилгайтис[лит.] (лит. Smilgaitis), Клампутис[лит.] (лит. Klamputis);
- левые — Транис[лит.] (лит. Tranys), Грайсупис[лит.] (лит. Graisupis), Яугила (лит. Jaugila), Виштупис[лит.] (лит. Vištupis)[8].

На территории деревни Руощяй в бассейне Смилги, между притоками Яугила и Виштупис, располагается географический центр Литвы (55°19′48″ с. ш. 23°54′20″ в. д.).